# Alien Ant Farm
Alien Ant Farm és un grup de música creat a Riverside, California el 1996. Els seus principals gèneres són el Nu Metal, Alternative Metal, Rock alternatiu i Post-Grunge.
És un grup molt reconegut als EUA pels seus tributs a músics com Michael Jackson a la seva versió de la cançó “Smooth criminal”, a pel·lícules com Karate Kid o Edward Scissorhands entre altres a la seva cançó “Movies” i, fins i tot, als electrodomèstics a la seva cançó “Glow”.

## Membres
Els seus membres són: Dryden Mitchell, cantant i guitarra; Tye Zamora, baix, teclat, percussió i segones veus; Terry Corso, guitarra i segones veus; i Mike Cosgrove, bateria i percussió. Encara que també van estar Joe Hill, guitarra i segones veus; i Alex Barreto, baix i segones veus.

## Origen del nom
El seu nom ve d'una idea que Terry Corso tenia sobre els aliens i la Terra
"Estava somiant despert en el meu avorrit escriptori del treball amb els meus peus sobre, i em vaig dir a mi mateix, 'No seria genial que l'espècie humana fos posada en la Terra i conreada per la intel·ligència alien? 'Potser els aliens ens van afegir a un ambient que era adequat per a nosaltres, i ells han estat observant com ens desenvolupàvem i colonitzàvem, en certa manera igual que el que fa un nen amb una granja de formigues ".

## Final 90s i 2000
A finals dels 90 el grup va llançar un àlbum titulat “Greatest hits”. Aquest àlbum va guanyar el premi a Millor àlbum independent als L.A. Music Awards.
El 2000, després de fer amistat amb el grup Papa Roach, firmen un contracte amb DreamWorks SKG per al seu primer àlbum d'estudi, ANTology. La cançó “Wish” va ser inclosa al videojoc Tonny Hawks Pro Skater 3.

## 2001
La seva versió de la cançó de Michael Jackson, “Smooth criminal”, va ser un single número 1 a Austràlia i Nova Zelanda, número 3 al Regne Unit i número 1 a la llista de rock medern als EUA. Al videoclip apareixen nombrosos homenatges a Michael Jackson. La cançó va aparèixer a la BS de la primera temporada de WWE Tough Enough i a la pel·lícula American Pie 2.
El seu següent èxit “Movies” va ser un èxit Top 5 al Regne Unit i Top 20 a Nova Zelanda.
La banda començà una gira promocional dels dos singles i els àlbums, que més tard van set platí.

## 2002 – 2003
A la primavera de 2002, la banda contribueix a la pel·lícula Spider Man amb la cançó “Bug bites” que va ser a BS.
A maig de 2002 van tenir un accident de bus mentre estaven de gira per Espanya, accident al qual va morir el conductor del bus i el cantant principal, Dryden Mitchell va patir una fractura a la vèrtebra C2.
El 2003 van tornar als estudis per a treballar amb el seu següent àlbum, “truANT”, que va ser produït per Robert i Dean DeLeo de Stone Temple Pilots. El videoclip de la cançó “These days” va ser gravat a la part superior d'un edifici a prop de la Catifa Vermella dels Premis BET.
La cançó “Glow” va ser un èxit de ràdio que es va mantenir al Top 20 de Nova Zelanda durant molt de temps. No obstant la seva marca discogràfica va tancar les portes.
L'octubre de 2003 el guitarrista Terry Corso va deixar la banda citant “diferències irreconciliables”. Va ser substituït per Joe Hill el 2005.

## 2004 – 2006
El 2004 van gravar la cançó “Dark in here” per al videojoc Punisher. Però van haver d'esperar que la discogràfica Geffen els permetés treure un nou àlbum (després que Universal Music comprès DreamWorks i assignessin a la banda a Geffen Records).
El 2005 la banda va gravar amb el productor Jim Wirt i van planejar llançar l'àlbum a l'estiu però Geffen els va prohibir treure l'àlbum i els va negar el dret a que el publiquessin ells mateixos. La banda va fer còpies pirata del CD i el van posar a la venda ells mateixos. Els fans van anomenar a aquest CD “3rd Draft”. A finals de 2005 Geffen va acceptar deixar que la banda llancés l'àlbum a Universal Music Enterprises.
El 4 de maig de 2006 va començar a aparèixer informació sobre un nou àlbum, que va ser llançat el 30 de maig amb el nom de “Up in the attic” directament a iTunes i el 18 de juliol va ser llançat juntament amb “BUSted: The definitive DVD” que incloïa els videoclips de “Forgive and forget”, “Arround the block” i “She’s only evil”.
L'abril de 2006, el baixista Tye Zamora va deixar la banda per a anar a la universitat. Va ser substituït per Alex Barreto.
El 29 de juny la banda va actuar a Attack of the Show!, programa del canal C4.

## 2007 – actualitat
Després del llançament de “Up in the attic” la banda va romandre inactiva fins a abril de 2007, data a la qual van llançar el segon single de “Up in the attic”.
A principis de febrer de 2010 la banda va anunciar la reincorporació de Terry Corso i de Tye Zamora i van anunciar la possible aparició d'un nou àlbum i una nova gira.